# Smörkullens naturreservat
Smörkullen är en kulle och ett naturreservat vid kusten söder om Falkenberg. Det är beläget i Skrea distrikt (Skrea socken) i Falkenbergs kommun, Hallands län (Halland). Reservatet har en yta på 14 hektar. Området är privatägt och är skyddat sedan 1926. Kullens topp ligger 52 meter över havet. På kullen har en del fynd från bronsåldern gjorts, bland annat en guldskål och ett svärd i brons.

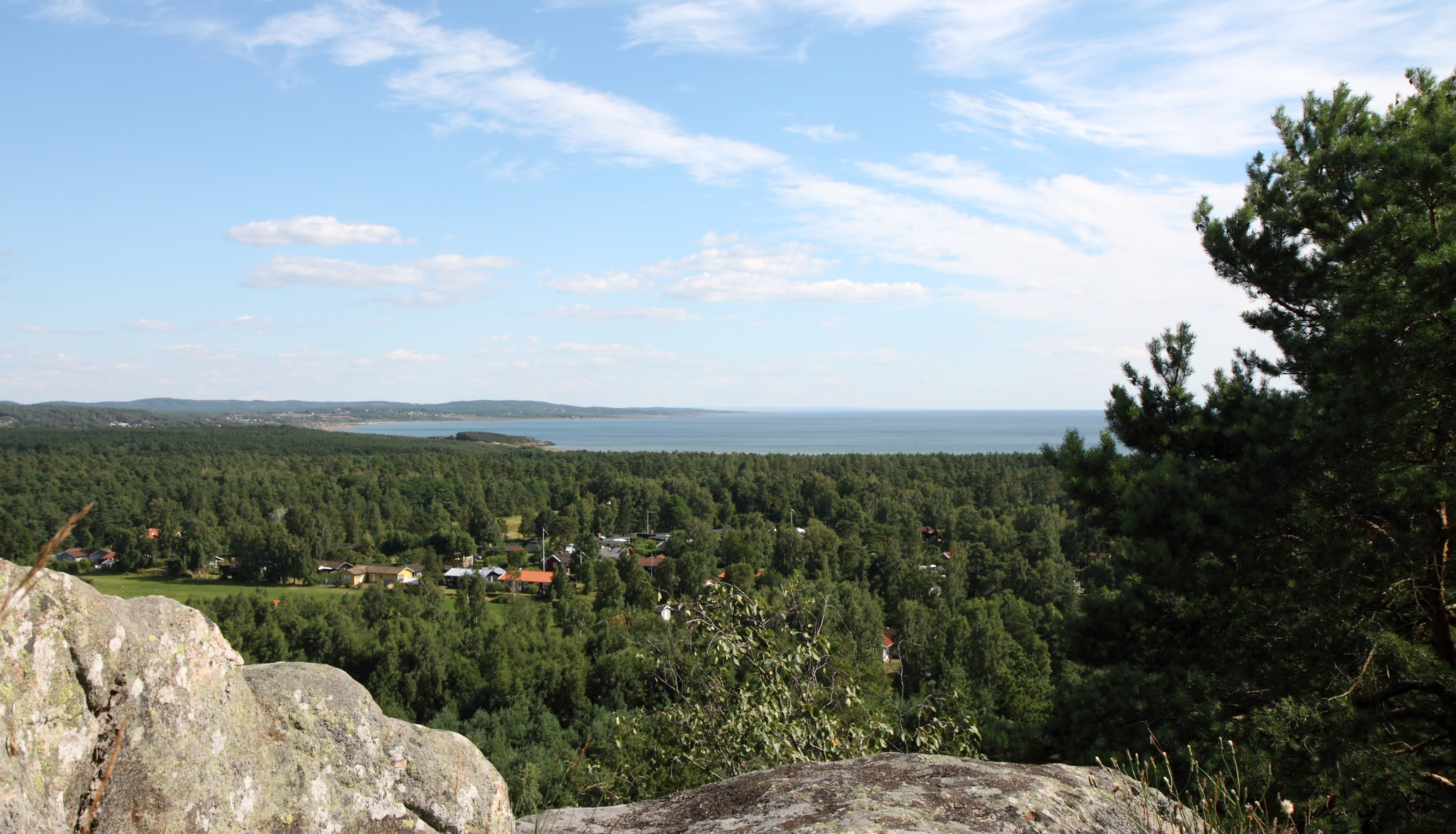
Utsikt söderut över Kattegatt från Smörkullens topp.